# Paul Collaer
Paul Collaer (Boom (Belgio), 8 giugno 1891 – Bruxelles, 10 dicembre 1989) è stato un musicologo, pianista e direttore d'orchestra belga.
Ha ricoperto un ruolo importante nella promozione della musica del XX secolo in Belgio, attraverso l'organizzazione di concerti e la programmazione radiofonica. Precursore delle interpretazioni filologiche, ha organizzato concerti con strumenti originali fin dagli anni trenta. Ha consacrato gli ultimi anni all'etnomusicologia.

## Biografia
Nato da genitori melomani, Paul Collaer trascorre l'infanzia a Malines, dove segue i primi corsi di musica (pianoforte e armonia) alla scuola di musica locale. In seguito si laurea in chimica all'Université Libre de Bruxelles (ULB, 1909-1914).
Parallelamente, segue con attenzione la vita musicale brussellese: l'opera al teatro della Monnaie, i concerti del Conservatorio, i Concerti Ysaÿe, i Concerts Populaires.
Mobilitato durante la prima guerra mondiale, è assegnato alla sorveglianza dei canali dell'Yser, ma contrae una polmonite e viene sfollato a Davos nel 1917. Qui incontra Ferruccio Busoni e Karol Szymanowski, suona musica da camera con il Rosé Quartet e accompagna al pianoforte il violinista Joseph Szigeti. Incontra anche Elsa Meyer, che sposa nel 1919, nel giorno stesso in cui; sbrigate le formalità burocratiche, è autorizzato a rientrare in Belgio. Nel 1919, assiste a Bruxelles a una serie di conferenze di Jean Cocteau sui nuovi poeti e i nuovi musicisti, incontrandovi Darius Milhaud con cui stringerà una durevole amicizia.
Ripresi gli studi di chimica, li terminerà con un dottorato in scienze (1919), ottenendo un posto di insegnante prima a Bruxelles e in seguito a Malines. Nel 1920 riprende i recital-conferenze che aveva interrotti a causa della guerra, iniziando una programmazione innovativa in cui presenta Francis Poulenc, Darius Milhaud, Georges Auric, Maurice Delage, Igor Stravinsky.

## Il Fondo Elsa e Paul Collaer
Il Fondo Elsa e Paul Collaer conservato alla Sezione Musica della Biblioteca Reale del Belgio è il frutto di tre decenni di doni e acquisizioni, iniziati nel 1972 con la collaborazione di Paul Collaer stesso. Il fondo conserva più di 300 libri, 400 articoli di riviste, 1 140 partiture manoscritte e a stampa, 5 000 lettere, 650 programmi di concerti e 900 dischi a 78 e a 33 giri, oltre a manoscritti, documenti iconografici, ritagli stampa, quadri e nastri magnetici, e costituisce una fonte di informazione inesauribile sulla vita musicale belga del XX secolo.